# Ціховський Павло
Ціхо́вський Павло́ (у чернецтві — Пуд, *1750, Лохвиця, Чернігівський полк, Гетьманщина — рік смерті невідомий) — український живописець XVIII століття.

## Життєпис
Народився в 1750 в Лохвиці в родині міщанина. За 1780 згадується в документах Києво-Печерської лаври як «навчений іконописного майстерства».
У 1765—1768 працював у свірзькому палаці Чернігівської кафедри.
З 23 листопада 1768 до 25 листопада 1769 працював у архиєрейській малярні при Києво-Софійському соборі.
У 1769—1771 мешкав у єпископа Смоленського, де навчав грамоти й малярства.
У 1771—1772 працював приватним вчителем для дітей полковника Храповницького в с. Сорокине на Смоленщині.
З 1772 у Смоленську працював на посаді дворецького у генерал-майора Густава Петровича Балдера та навчав грі на гуслях двох його дочок.
З 1 січня 1773 до 1774 малював та золотив іконостас у селі Вихторів Смоленського повіту.
У 1775—1782 знову працював у лаврській майстерні.